# Michel Corneille il Vecchio
Michel Corneille, detto il Vecchio, per distinguerlo dall'omonimo figlio (Orléans, 1601-02 circa – Parigi, 13 giugno 1664), è stato un pittore, incisore e insegnante francese.

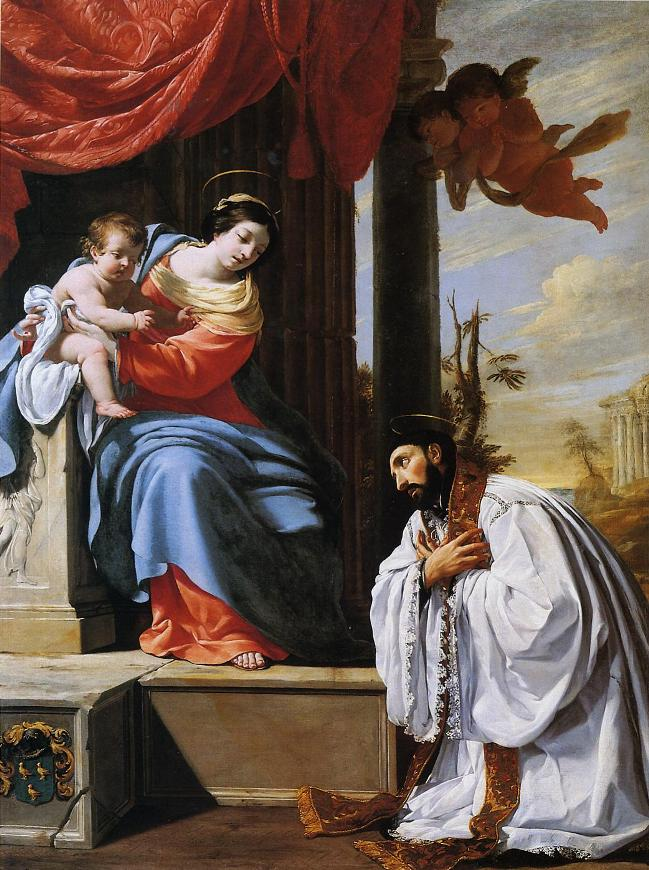
Saint François-Xavier en adoration devant la Vierge et l’Enfant, al museo d'Orléans.

Ebbe due figli d'arte: il già citato Michel Corneille il Giovane, e Jean-Baptiste Corneille.

## Biografia

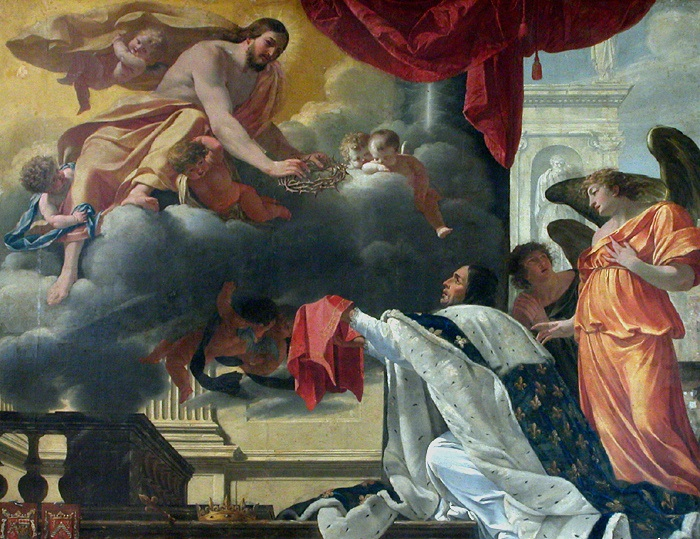
Saint Louis recevant la couronne d'épines des mains du Christ apparaissant à lui (1693; Parigi, Chiesa di Saint-Paul-Saint-Louis).

Michel Corneille nacque intorno all'inizio del XVII secolo a Orléans, figlio di Anne Sallé e Jean Corneille, un commerciante borghese. Suo fratello, Jean Corneille, fu battezzato nella chiesa di Sainte-Catherine il 30 maggio 1592.
Si sposò, il 16 novembre 1632, con Marguerite Grégoire, sorella di Marie Grégoire, quest'ultima sposata a Jacques Sarrazin, entrambe figlie di un farmacista di Lagny e Marie Vouet, sorella dei pittori Simon e Aubin Vouet.
È stato uno dei molti apprendisti presso la bottega parigina di Simon Vouet (quest'ultimo col prestigioso titolo di «primo pittore del re»), che ottenne una grande influenza sulla scuola di pittura francese e la cui personalità artistica ebbe un forte impatto su tutti i suoi studenti. A Parigi strinse amicizia con Eustache Le Sueur, François Perrier ed altri importanti artisti della capitale.
Il primo dipinto noto di Michel Corneille fu una tela realizzata nel 1630, intitolata Esaù cede il suo diritto di primogenitura a Giacobbe, che tuttavia non rivela alcun segno dell'influenza di Vouet.
Corneille si dedicò alla pittura storica e fu membro del consiglio d'insegnanti chiamato “Dodici Anziani”, della Reale Accademia di Pittura e Scultura, quando fu istituita nel 1648. In seguito ne divenne rettore (1656). Eccellente colorista, in questo più vicino alla pittura veneziana che a quella della tradizione francese, il suo stile iniziale riprendeva degli elementi rappresentativi di Simon Vouet. Successivamente fu responsabile della decorazione delle chiese di Parigi, uno dei suoi capolavori è Saint-Paul et Saint-Barnabé à Lystre, dipinto per la cattedrale di Notre-Dame.
Le sue incisioni e acqueforti differivano solo leggermente dalle opere dei pittori italiani, come la sua Vierge allaitant l’Enfant Jésus, ispirata all'opera di Ludovico Carracci, il Meurtre des Innocents, simile al dipinto di Raffaello.
Quando Michel Corneille morì a Parigi nel 1664, fu dapprima sepolto al cimitero degli Innocenti. Le sue ossa furono probabilmente traslate alle Catacombe nel 1785, dopo la chiusura del cimitero.

## Opere

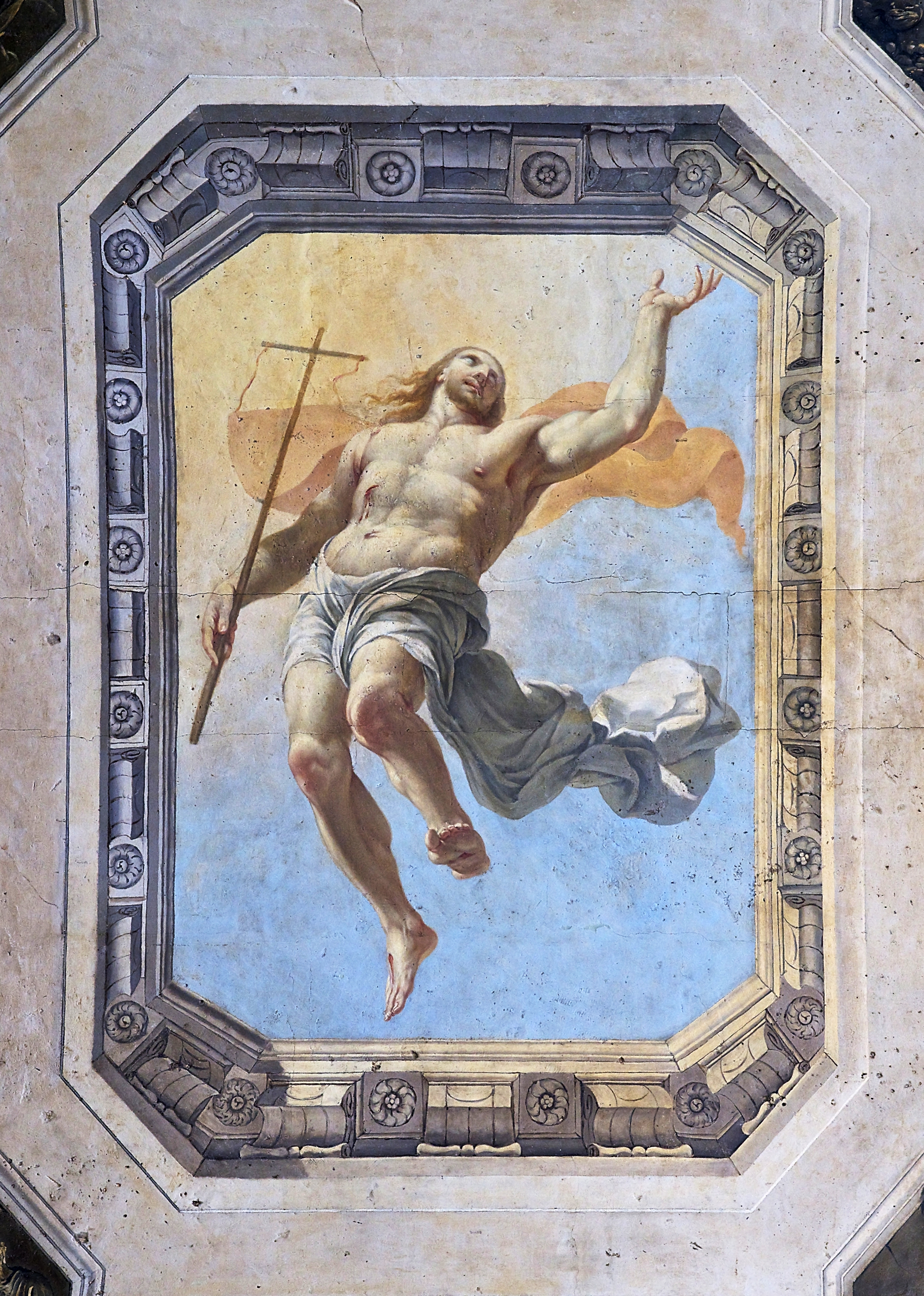
Gesù Cristo trionfante ascende al cielo dopo la Passione; affresco presente nella chiesa di Saint-Nicolas-des-Champs, a Parigi.

Elenco di opere non esaustivo, riportate per ordine cronologico:
- Esaù cede la primogenitura a Giacobbe (1630), Museo delle Belle Arti di Digione;
- Cristo a casa di Marta e Maria (1635-1640), Musée du Grand Siècle, a Saint-Cloud et Sceaux;
- San Francesco Saverio in adorazione davanti alla Vergine col Bambino (1640), olio su tela, 220×165 cm, Museo delle Belle Arti di Digione;[2]
- La Presentazione della Vergine al Tempio (1642 circa), olio su tela, 184,5 × 135 cm, Museo delle Belle Arti di Digione;[3]
- San Paolo e San Barnaba a Listra, un Mais di Notre-Dame de Paris del 1644, Museo di Belle Arti di Arras;
- La morte di Verginia (intorno al 1645), museo del Grand Siècle, a Saint-Cloud et Sceaux;[4][5]
- Il Santo Sepolcro (1645-1650), dipinto murale in una cappella della chiesa di Saint-Nicolas-des-Champs a Parigi;
- San Pietro a Cesarea, un altro Mais di Notre-Dame de Paris del 1658, chiesa di Saint-Pierre des Chartreux a Tolosa;
- L’Assunzione (1660 circa), olio su tela, 201 x 165 cm, Museo delle Belle Arti di Digione.[6]

Datazione delle seguenti incerta:

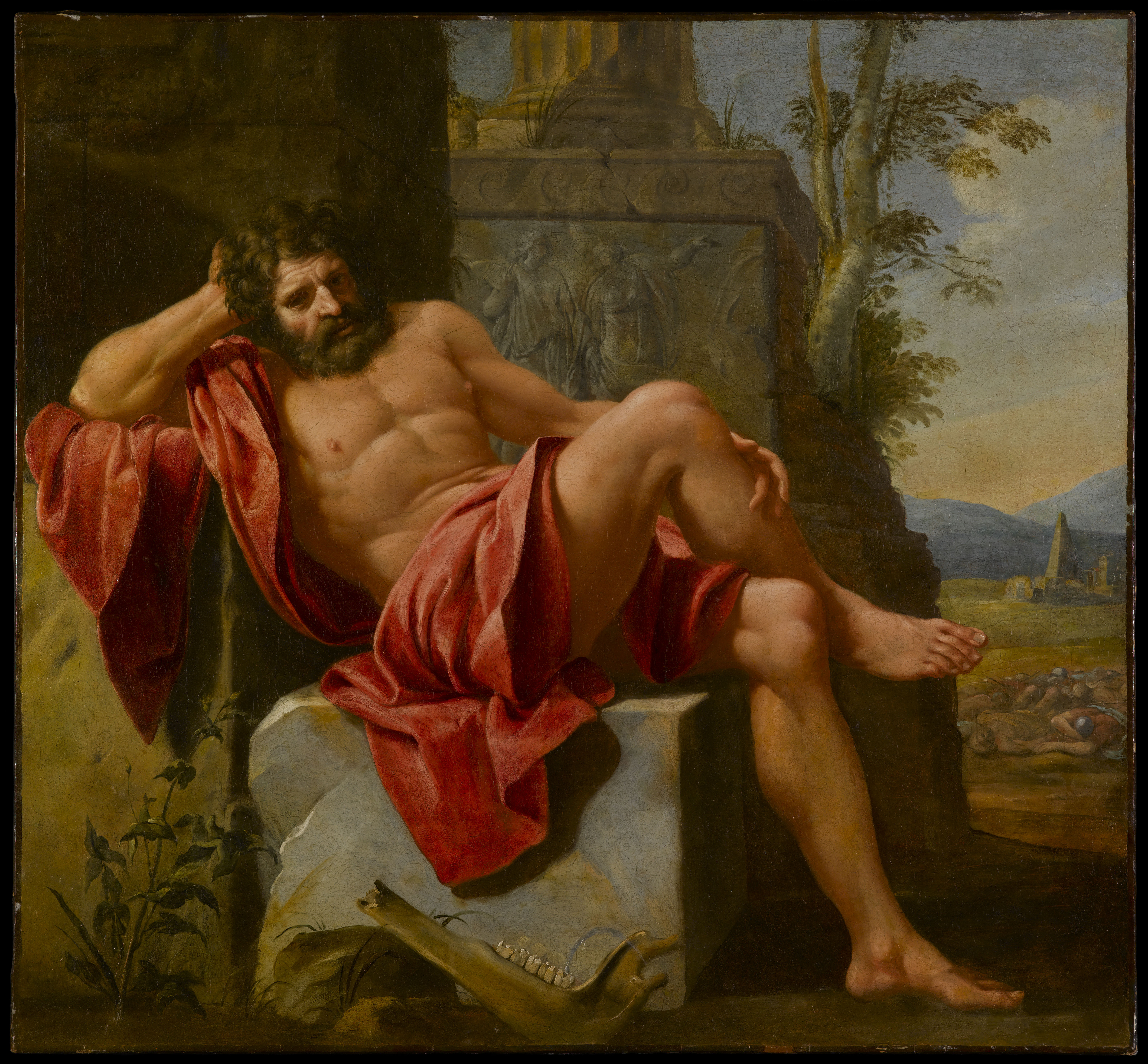
Samson et les Philistins, dipinto seicentesco conservato presso il castello di Maisons-Laffitte.

- Gregorio che arriva in cielo, traslazione di Gregorio… in una cappella dell'Hôtel des Invalides dedicata a Gregorio I;
- cartoni per la realizzazione della Storia di Tancredi e Clorinda, composta da un ciclo di sette arazzi esposti al castello di Châteaudun;[7]
- Sansone e i Filistei, castello di Maisons-Laffitte;
- San Luigi riceve la corona di spine dalle mani di Cristo, chiesa di Saint-Paul-Saint-Louis;
- Deposizione (attribuito), Pommard (Côte-d'Or);
- Vocazione della Beata Agnese d’Assisi, Cattedrale di Saint-Pierre a Saint-Flour;
- Filippo di Francia, duca d’Orléans e fratello di Luigi XIV, indossa un’armatura di fiori di giglio, Palazzo di Versailles;
- La clemenza di Augusto, Bayeux, museo Baron-Gérard (Musée d'Art et d'Histoire Baron-Gérard); tratta dal De Clementia di Seneca.
- Vista di profilo di donna drappeggiata in piedi (Femme drapée debout vue de profil), pietra nera e gesso su carta beige (H.0,397; L. 0,256 m),[8] al Museo delle Belle Arti di Parigi. Colpisce la monumentalità della figura rafforzata dall'inquadratura serrata. Il movimento ribollente del drappo conferisce un certo dinamismo alla posa. Questa figura può essere paragonata al dipinto raffigurante la Visitazione (museo del castello di Blois) dipinto nel 1650.[9]